# 17020 Hopemeraengus
17020 Hopemeraengus è un asteroide della fascia principale. Scoperto nel 1999, presenta un'orbita caratterizzata da un semiasse maggiore pari a 2,7546894 UA e da un'eccentricità di 0,1255908, inclinata di 10,36591° rispetto all'eclittica.